# (19535) Rowanatkinson
(19535) Rowanatkinson (1999 HF3) – planetoida z pasa głównego asteroid okrążająca Słońce w ciągu 4,22 lat w średniej odległości 2,61 j.a. Odkryta 24 kwietnia 1999 roku.